# Wikibase
Wikibase er software til at skabe en semantisk wiki.
Wikibase blev skabt til Wikidata, der er den primære instans for Wikibase.
Wikibase baserer sig på MediaWiki, der er softwaren Wikipedia kører på, og Wikibase er open source som frit kan installeres og bruges i sammenhænge ud over Wikidata.
Data i en Wikibase-instans kan konverteres til et koblet data-format der kan sættes op i en grafdatabase med mulighed for adgang via SPARQL-databasesproget.
Ud over Wikidata så er Wikibase benyttet i for eksempel bibliotekssammenhænge
og til humanistisk informatik-datasæt.
Wikibase bliver primært udviklet af Wikimedia Deutschland, den tyske støtteforening for Wikipedia og andre wiki projekter.